# 黃孫懋
黃孫懋（？—？），字训昭，号忝斋，山东曲阜县人。清朝翰林。官至從二品内閣學士兼禮部侍郎。

## 生平
黃孫懋於乾隆元年（1736年）中式丙辰科一甲第二名进士（榜眼），授翰林院编修。同年出任顺天府乡试同考官。乾隆四年（1739年）任会试同考官。
黄孙懋进士及第后，受翰林院编修。同年任顺天乡试同考官。乾隆四年，黄孙懋任会试同考官。
据记载，乾隆初年，文和公张廷璐夜里梦见他的父亲文端公张英，张廷璐问：“今科状元”？他的父亲张英用他的左手指了指玉，用他的右手持金，然后放在自己的头顶上，说：“你知道了吗？”张廷璐醒来以后，还是不解梦中所说的是什么。等到金榜揭示出来，他得知状元叫金德瑛。金在右，玉在左，姓名中的德，是“得”字的谐音字。此科榜眼是曲阜的黄孙懋，官至内阁学士；探花金匮秦惠田，官至刑部尚书。
据《曲阜县志》中记载：“黄孙懋，乾隆元年进士第二人及第，官至内阁学士。论曰：自选举重鼎甲，尤重第一人。而邑当唐世孔氏得五人，策与振丞皆大宗子。颜氏得第一人焉。以第二人、三人及第者又数人，可不谓欤。余尝考王曾自省试及廷试皆第一，或语以着不尽。曾正色曰：曾平生之志不在温饱，而岁赋梅花，已有安排，一生状元宰相之誉。曾后果不负科名。敏行正色，立朝有古诤臣风，纬际天之疾威，崎岖殉国、忠诚刚果大节，凛然古先哲。后尝焚香，求得一忠孝状元。斯固克称，所谓甲第不虚人主祷求者哉。”